# Ana Baletić
Ana Baletić (in serbo Ана Балетић?; Nikšić, 19 luglio 1985) è una cestista montenegrina.

## Carriera
Con il Montenegro ha disputato due edizioni dei Campionati europei (2011, 2013).